# Pirogowo (Kaliningrad)
Pirogowo (russisch Пирогово, deutsch Sudnicken) ist ein Ort in der russischen Oblast Kaliningrad. Er gehört zur kommunalen Selbstverwaltungseinheit Stadtkreis Gurjewsk im Rajon Gurjewsk.

## Geographische Lage
Pirogowo liegt 23 Kilometer nordöstlich der Stadt Kaliningrad (Königsberg) an der Kommunalstraße 27K-053 von Gurjewsk nach Kaschirskoje (Schaaksvitte) am Kurischen Haff. Außerdem endet in Pirogowo die Kommunalstraße 27K-140 von Marschalskoje (Gallgarben). Bis 1945 war Sudnicken Bahnstation an der Bahnstrecke Prawten–Schaaksvitte (Lomonossowo–Kaschirskoje) der Königsberger Kleinbahn, die nicht mehr in Betrieb ist.

## Geschichte
Das vor 1946 Sudnicken genannte Gutsdorf wurde 1405 gegründet. Von 1874 bis 1945 war der Ort namensgebend und Sitz des neu geschaffenen Amtsbezirks Sudnicken und gehörte zum Landkreis Königsberg (Preußen) (1939 bis 1945 Landkreis Samland) im Regierungsbezirk Königsberg der preußischen Provinz Ostpreußen. Am 9. Juli 1895 vergrößerte sich der Gutsbezirk Sudnicken um die beiden Landgemeinden Germehnen (russisch: Naumowka) und Kirschappen (Pridoroschnoje), die beide eingemeindet wurden. Im Jahre 1910 zählte Sudnicken insgesamt 307 Einwohner.
Die Einwohnerzahl Sudnickens stieg bis 1933 auf 497 und betrug 1939 noch 474, nachdem am 1. Oktober 1935 auch das Nachbardorf Ginthieden (russisch: Pawlowo) eingegliedert worden war.
Infolge des Zweiten Weltkrieges kam Sudnicken mit dem nördlichen Ostpreußen zur Sowjetunion. Im Jahr 1947 erhielt der Ort die russische Bezeichnung Pirogowo und wurde gleichzeitig dem Dorfsowjet Kaschirski selski Sowet im Rajon Gurjewsk zugeordnet. Im Jahr 1954 gelangte Pirogowo in den Marschalski selski Sowet. Von 2008 bis 2013 gehörte der Ort zur Landgemeinde Chrabrowskoje selskoje posselenije und seither zum Stadtkreis Gurjewsk.

### Amtsbezirk Sudnicken 1874–1945
Am 30. April 1874 wurde Sudnicken Amtsdorf mit einem Bezirk von drei Kommunen, deren Zahl sich bis 1935 auf sieben vergrößerte:
| Name                 | Russischer Name              | Bemerkungen                                                   |
| -------------------- | ---------------------------- | ------------------------------------------------------------- |
| Germehnen            | Naumowka                     | 1895 nach Sudnicken eingegliedert                             |
| Kirschappen          | Pridoroschnoje               | 1985 nach Sudnicken eingegliedert                             |
| Sudnicken            | Pirogowo                     |                                                               |
| ab 1930: Nickelsdorf | Owraschnoje                  | vorher: Amtsbezirk Schaaken                                   |
| ab 1930: Sperlings   | Petrowka, jetzt: Krasnopolje | vorher: Amtsbezirk Powarben                                   |
| ab 1930: Trömpau     | Lasowskoje                   | vorher: Amtsbezirk Powarben                                   |
| ab 1935: Ginthieden  | Pawlowo                      | vorher: Amtsbezirk Damerau, 1935 nach Sudnicken eingegliedert |

Am 1. Januar 1945 gehörten noch die vier Gemeinden Nickelsdorf, Sperlings, Sudnicken und Trömpau zum Amtsbezirk Sudnicken.

### Sohn der Gemeinde
- Leopold von Knobloch (1887–1968), Verwaltungsjurist

## Kirche
Die mehrheitlich evangelische Bevölkerung Sudnickens war bis 1945 in das Kirchspiel Schaaken mit Sitz in Kirche Schaaken (russisch: Schemtschuschnoje) eingepfarrt. Es gehörte zum Kirchenkreis Königsberg-Land II innerhalb der Kirchenprovinz Ostpreußen der Kirche der Altpreußischen Union. Heute liegt Pirogowo im Einzugsgebiet der neu gebildeten evangelisch-lutherischen Gemeinde in Marschalskoje (Gallgarben), einer Filialgemeinde der Auferstehungskirche in Kaliningrad (Königsberg) in der Propstei Kaliningrad der Evangelisch-lutherischen Kirche Europäisches Russland (ELKER).